# Biantes jirel
Biantes jirel is een hooiwagen uit de familie Biantidae. De wetenschappelijke naam van Biantes jirel gaat terug op J. Martens.